# Église évangélique réformée de Varsovie
L'église évangélique réformée de Varsovie est le lieu de culte de la paroisse évangélique réformée de Varsovie, membre de l' Église réformée polonaise. Elle est située Aleja Solidarności (n° 74), arrondissement de Śródmieście (centre-ville) à Varsovie.